# Itaju do Colônia
Itaju do Colônia es un municipio brasileño del estado de la Bahia. 

## Geografía
Su población estimada en 2004 era de 7.968 habitantes.